# Missy Robbins
Missy Robbins (Washington, 1971) è una cuoca statunitense che ha tenuto una stella Michelin in due ristoranti, oltre che una concorrente nella quarta stagione di serie di concorsi di realtà americana Top Chef Masters. Robbins è specializzata in cucina italiana e possiede due ristoranti italiani a Williamsburg, Brooklyn, Lilia e Misi, che hanno aperto rispettivamente nel 2016 e nel 2018.

## Biografia
Robbins si è laureata in storia dell'arte e in psicologia all'Università di Georgetown nel 1993. Mentre nel suo ultimo semestre all'Università ha ottenuto un lavoro al ristorante 1789 dopo essere stata ispirata da un amico che ha ottenuto un lavoro in un altro ristorante. Dopo aver lavorato inizialmente venerdì e sabato sera mentre era all'Università, ha continuato a lavorare lì per un anno prima di trasferirsi a New York per frequentare la scuola di cucina presso la Istituto di Educazione Culinaria di Peter Kump.
Dopo aver lasciato la scuola di cucina, Robbins ha iniziato a lavorare al ristorante Arcadia prima di unirsi a Wayne Nish nel suo ristorante March. Si trasferì al Lobster Club prima di viaggiare nel nord Italia, che divenne un'influenza sul suo stile di cucina. Tornò negli Stati Uniti per lavorare al Soho Grand Hotel, e si trasferì a Chicago per lavorare con Tony Mantuano come executive chef di Spiaggia. Mentre era lì, il ristorante è stato nominato due volte per un James Beard Foundation Award e ha cucinato spesso per Barack e Michelle Obama.
Divenne executive chef di A Voce, cambiando completamente il menu con l'eccezione di due piatti, e avrebbe supervisionato l'apertura di una seconda posizione. La sede originale ha vinto una stella Michelin nel 2009, mentre la seconda posizione ha vinto una stella nel 2010. Entrambi i ristoranti mantengono tali premi fino alla Guida Michelin 2012. A partire da questa edizione della Guida Michelin, è una delle sole dieci chef negli Stati Uniti a detenere una stella Michelin.
Nel 2010 è stata nominata Best New Chef dalla rivista Food & Wine. È stata una concorrente nella quarta serie di Top Chef Masters.
Nel gennaio 2016, Robbins ha aperto Lilia, situata in un edificio imbiancato all'incrocio tra North Williamsburg, Brooklyn. Si tratta di un ristorante di pasta italiano, anche se Robbins non si è mai originariamente messo a specializzarsi in esso, commentando, "Ho sempre avuto un'affinità per gli ingredienti ... i formaggi e gli oli d'oliva ... e poi, quando ho iniziato ad invecchiare e viaggiare, c'è qualcosa sull'Italia che mi ha appena risuonato". Il ristorante ha guadagnato Tre Stelle dal New York Times e una nomination al James Beard Award.
Nell'agosto 2018 Robbins ha aperto il suo secondo ristorante italiano a Williamsburg, Brooklyn, Misi sul sito dell'ex raffineria di zucchero Domino. Il suo menù comprende 10 paste varie gate e 10 piatti vegetali, alcuni con proteine. Metà del menu è dedicato al primi, con forme di pasta, tra cui linguine, spaghetti, pappardelle, malloreddus, occhi e strangozzi. Nel 2018 Robbins è stato riconosciuto come miglior chef di New York dalla James Beard Foundation, ed è stato anche premiato come Esquire Chef of the Year.
Robbins afferma di cercare ispirazione da "libri di cucina oscuri e strani". Jasper White's Cooking from New England è stato il primo libro che possedeva e usa The Splendid Table per la cucina regionale italiana. Mentre è fortemente influenzata dalla cucina italiana costiera, si confessa di voler esplorare la cucina di Calabria, Sardegna e Sicilia più, sottolineando che "C'è sempre l'opportunità di imparare perché non è una sola cucina, è una cucina regionale. Ovunque tu vada è diverso, e ovunque all'interno di quella regione ogni nonna cucina in modo diverso".